# سون سونگ-یون
سون سونگ-یون (کره‌ای: 손성윤؛ زادهٔ کیم مین-جونگ در ۲۴ اوت ۱۹۸۴) بازیگر اهل کره جنوبی است. او حرفهٔ بازیگری خود را در سال ۲۰۰۶ آغاز کرد و از آن پس در فیلم‌ها و مجموعه‌های تلویزیونی حضور پیدا کرده‌است. او به خاطر ایفای نقش در نوازش قلبت (۲۰۱۹) و یکبار دیگر (۲۰۲۰) شناخته می‌شود. او در فیلم‌های خشم (۲۰۱۸) و زندانی (۲۰۲۰) بازی کرده‌است.

## فیلم‌شناسی

### فیلم
| سال  | عنوان  | نقش       | توضیحات | منابع |
| ---- | ------ | --------- | ------- | ----- |
| ۲۰۱۸ | خشم    | کیونگ-ران |         | [ ۵ ] |
| ۲۰۲۰ | زندانی | ته-هی     |         | [ ۵ ] |

### مجموعه‌های تلویزیونی
| سال     | عنوان                         | نقش          | شبکه    | توضیحات      | منابع  |
| ------- | ----------------------------- | ------------ | ------- | ------------ | ------ |
| ۲۰۰۶    | هوانگ جینی                    | گیسنگ        | کی‌بی‌اس۲ |              | [ ۶ ]  |
| ۲۰۰۸    | بیمارستان عمومی ۲             | سو ماریا     | ام‌بی‌سی  |              |        |
| ۲۰۰۹    | خانم زشت یونگ ئه              | سون سونگ-یون | تی‌وی‌ان  | فصل 5        | [ ۷ ]  |
| ۲۰۱۰    | پاستا                         | پارک چان-هی  | ام‌بی‌سی  |              |        |
| ۲۰۱۱    | پرنسس من                      | شین می-سو    | ام‌بی‌سی  |              |        |
| ۲۰۱۱    | عطر یک زن                     | نام نا-ری    | اس‌بی‌اس  |              |        |
| ۲۰۱۱    | براوو عشقم                    | کیم جو-هی    | ام‌بی‌سی  |              |        |
| ۲۰۱۲    | ۱۲ آهنگ عشق                   | جانگ مین-جو  | تی‌وی‌ان  |              |        |
| ۲۰۱۳    | سام‌سنگ                        | بونگ گوم-اوک | کی‌بی‌اس  |              | [ ۸ ]  |
| ۲۰۱۴    | ماما                          | کانگ ره-یون  | ام‌بی‌سی  |              | [ ۹ ]  |
| ۲۰۱۵    | عاشق شدن وکیل خانوادگی        | چا یو-ران    | اس‌بی‌اس  |              |        |
| ۲۰۱۵    | درامای ویژه کی‌بی‌اس «زن بامزه» | نام آه-یونگ  | کی‌بی‌اس۲ | فصل ۶        | [ ۱۰ ] |
| ۲۰۱۶    | هوارانگ: جوانان جنگجوی شاعر   | جون-جونگ     | کی‌بی‌اس  |              |        |
| ۲۰۱۷    | چون این اولین زندگیمه         |              | تی‌وی‌ان  | حضور ویژه    |        |
| ۲۰۱۸    | منشی کیم چشه؟                 | آدم‌ربا       | تی‌وی‌ان  | (قسمت ۱۱–۱۲) |        |
| ۲۰۱۹    | نوازش قلبت                    | یو یو-روم    | تی‌وی‌ان  |              | [ ۱۱ ] |
| ۲۰۱۹    | مکانی در خورشید               | یونگ جونگ-هی | کی‌بی‌اس۲ |              |        |
| ۲۰۲۰    | یکبار دیگر                    | یو بو-یونگ   | کی‌بی‌اس  |              | [ ۱۲ ] |
| ۲۰۲۱    | بوسام: سرنوشت را بدزد         | هو-نام       | ام‌بی‌ان  |              | [ ۱۳ ] |
| ۲۰۲۱    | هم‌اتاقی من یک گومیهو است      | سو یونگ-وو   | تی‌وی‌ان  |              | [ ۱۴ ] |
| ۲۰۲۱–۲۲ | پیچ و تاب عشق                 | کانگ یون-آه  | کی‌بی‌اس۲ |              | [ ۱۵ ] |